# النوافعة
قرية النوافعة هي إحدى القرى التابعة لمركز فاقوس في محافظة الشرقية في جمهورية مصر العربية. حسب إحصاءات سنة 2006، بلغ إجمالي السكان في النوافعة 19829 نسمة، منهم 10004 رجل و9825 امرأة.